# جوجال هانسراج
جوجال هانسراج هو كاتب سيناريو وممثل هندي، ولد في 26 يوليو 1972 بمومباي في الهند.

## أعمال

### أفلام
- (2000) موهبتين[1]
- (2001) أحيانا السعادة وأحيانا الحزن[2]
- (2007) أجا ناشلي
- (2008) روميو على الطريق[3]
- (2010) حب مستحيل!

## وصلات خارجية
- جوجال هانسراج على موقع IMDb (الإنجليزية)
- جوجال هانسراج على موقع ألو سيني (الفرنسية)
- جوجال هانسراج على موقع أول موفي (الإنجليزية)
- جوجال هانسراج على موقع قاعدة بيانات الفيلم (الإنجليزية)
- جوجال هانسراج على موقع كينوبويسك (الروسية)